# Venom Inc.
Venom Inc. ist eine englische Heavy-Metal-Band aus Newcastle upon Tyne, die 2015 gegründet wurde.

## Geschichte
Die Geschichte von Venom Inc. geht auf den 24. April 2015 zurück, als die Gruppe M-Pire of Evil auf dem Keep It True spielte. Bei M-Pire of Evil handelt es sich um ein Projekt ehemaliger Venom-Mitglieder, in dem sie Venom-Songs covern oder Lieder im Stil dieser Band spielen, als diese Mitglieder noch in der Gruppe aktiv waren. Bei dem Auftritt luden Jeff Dunn und Tony Dolan den Schlagzeuger Anthony Bray, ein weiteres ehemaliges Venom-Mitglied, ein, ein paar alte Venom-Lieder auf dem Festival zu spielen, wobei Dunn und Bray zuvor seit rund 20 Jahren nicht mehr miteinander gesprochen hatten. Diese Spontanaktion führte zur Gründung von Venom Inc., die aus der Venom-Besetzung von 1989 bis 1992 besteht: Jeff „Mantas“ Dunn als Gitarrist, Tony „Demolition Man“ Dolan als Sänger und Bassist und Anthony „Abaddon“ Bray als Schlagzeuger. 2017 erschien das Debütalbum Avé. Im selben Jahr war die Band unter anderem auf den Metaldays zu sehen.
Ende April 2018 erlitt Dunn einen Herzinfarkt, der einen kurzzeitigen Herzstillstand zur Folge hatte. Dunn erhielt daraufhin einen doppelten Bypass, seitdem erholt er sich von dem Infarkt und der Bypass-Operation.
Für die Geburt seiner Tochter nahm sich Anthony „Abaddon“ Bray seit Beginn 2018 eine Pause von Bandaktivitäten. Im September 2018 verkündete Abaddon jedoch, dass er nicht zur Band zurückkehren werde. Während seiner Pause habe er erfahren, dass er gefeuert wurde. Sein bisheriger Ersatz Jeramie Kling wäre nun der neue Schlagzeuger der Band.

## Stil
Im Rock-Hard-Interview mit Mandy Malon gab Tony Dolan an, dass es sich bei Venom Inc. um mehr als eine Coverband handelt. Vielmehr versuche man, mit Songs wie Dein Fleisch zu experimentieren und zu überraschen. In derselben Ausgabe rezensierte Thomas Kupfer Avé. Das Album sei nichts für „musikalische Feingeister“, sondern biete „rüpelhafte Lärmorgien“. Gleich das Eröffnungslied Ave Satanas offenbare die songschreiberischen Schwächen des Albums. In dem Song werde „[e]in durchschnittlicher, im wuchtigen Midtempo gehaltener Refrain“ wiederholt, wodurch er jedoch auch nicht besser werde. Dein Fleisch erinnere stark an Rammstein. Stephan Möller von Metal.de rezensierte das Album ebenfalls und stellte fest, dass man es irgendwo zwischen der ersten Welle des Black Metals sowie Speed Metal und Thrash Metal einordnen kann. Dadurch komme ihm der Begriff „Black’n’Roll“ sowie ein Motörhead-Vergleich in den Kopf. Im Vergleich zu den Venom-Alben Black Metal und Welcome to Hell klinge Venom Inc. ein wenig rockiger und mehr nach Motörhead. Zudem habe die Musik einen moderneren Anstrich. Avé sei „ausgereift und wohl das sauberste Album, das diese Musiker-Konstellation je aufgenommen hat“.

## Diskografie

### Studioalben
- 2017: Avé (Nuclear Blast)
- 2022: There’s Only Black (Nuclear Blast)

### Singles
- 2017: Dein Fleisch (Decibel)
- 2018: War (Nuclear Blast)
- 2022: How Many Can Die (Nuclear Blast)